# Ramireno
Ramireno – jednostka osadnicza w Stanach Zjednoczonych, w stanie Teksas, w hrabstwie Zapata.